# حسن فهمي جمعة
حسن فهمي محمد علي جمعة هو أكاديمي وباحث في علوم الزراعة وسياسي عراقي.
شغل منصب عميد كلية الزراعة والغابات في جامعة الموصل للفترة ما بين سنتيّ 1971 و1974. ثم شغل منصب وزير الزراعة والإصلاح الزراعي منذ 11 تشرين الثاني 1974 حتى 5 نيسان 1977. وشغل منصب سفير العراق إلى روسيا الاتحادية ما بين سنتي 1994 و2000 وكذلك سفيرا غير مقيم في روسيا البيضاء وأوكرانيا وطاجيكستان وكازاخستان.
بعد الاحتلال الأمريكي للعراق، هاجر إلى المملكة الأردنية الهاشمية واستقر في عمان وأسس شركة متخصصة في مجال الاستشارات الزراعية.
شغل منصب الأمين العام الأول للمنتدى العراقي للنخب والكفاءات الذي انعقد مؤتمره التأسيسي في في إسطنبول منذ 31 تشرين الأول إلى 1 تشرين الثاني 2014 وبقي حتى سنة 2017.

## مؤلفاته
- المسألة الزراعية والأمن الغذائي في الوطن العربي، 1985[5]